# Franklin (Illinois)
Franklin é uma vila localizada no estado americano de Illinois, no Condado de Morgan.

## Demografia
Segundo o censo americano de 2000, a sua população era de 586 habitantes.
Em 2006, foi estimada uma população de 579, um decréscimo de 7 (-1.2%).

## Geografia
De acordo com o United States Census Bureau tem uma área de
1,9 km², dos quais 1,9 km² cobertos por terra e 0,0 km² cobertos por água. Franklin localiza-se a aproximadamente 208 m acima do nível do mar.

## Localidades na vizinhança
O diagrama seguinte representa as localidades num raio de 20 km ao redor de Franklin.